# Френк Тейлор (футболіст, 1916)
Френк Те́йлор (англ. Frank Taylor, 30 квітня 1916, Гемсворт — січень 1970) — англійський футболіст, що грав на позиції флангового захисника за «Вулвергемптон». Згодом — футбольний тренер.

## Ігрова кар'єра
У дорослому футболі дебютував 1937 року у складі команди «Вулвергемптон Вондерерз», за яку на той час вже грав його старший брат Джек. Оскільки брати конкурували між собою за місце флангового захисника команди, то місце у її основному складі молодший отримав лише 1938 року, коли старший перейшов до «Норвіч Сіті».
Ігрова кар'єра Френка перервалася з припиненням футбольних змагань через початок Другої світової війни у 1939. Він залучався до матчів «Вулвергемптона» воєнного періоду до 1944 року, проте важко травмувався і в повоєнний час на поле вже не повернувся.

## Кар'єра тренера
1948 року повернувся у футбол, очоливши команду клубу «Скарборо». За два роки став асистентом Френка Баклі у тренерському штабі «Галл Сіті», а протягом 1951—1952 років працював на аналогічній посаді в «Лідс Юнайтед».
У червні 1952 року прийняв пропозицію очолити «Сток Сіті», де йому довелося змінити Боба Макгрорі, що перебував біля керма команди протягом 17 років. 37-річний на той час Френк Тейлор став одним з наймолодших менеджерів в історії Футбольної ліги. Він зробив акцент на фізичній підготовці гравців, проте не зумів зберегти за командою місце у найвищому англійському дивізіоні, яке «Сток» втратив за результатами першого ж сезону роботи нового тренера.
Протягом решти 1950-х «Сток Сіті» намагався повернутися до Першого дивізіону, проте безрезультатно, хоча тричі, в сезонах 1954–55, 1956–57 і 1958–59, зупинявся за крок до мети. Але в сезоні 1959/60 результати команди стрімко погіршилися і вона ледь зберегла за собою місце у Другому дивізіоні, фінішувавши на 17-му місці, після чого керівництво клубу вирішило звільнити тренера. Це стало для нього великим розчаруванням, і він вирішив завершити тренерську кар'єру.
Помер на початку 1970 року на 54-му році життя.